# Cucullia dimorpha
Cucullia dimorpha är en fjärilsart som beskrevs av Otto Staudinger 1896. Cucullia dimorpha ingår i släktet Cucullia och familjen nattflyn. Inga underarter finns listade i Catalogue of Life.